# Hemmatjärnen, Medelpad
Hemmatjärnen är en sjö i Sundsvalls kommun i Medelpad och ingår i Indalsälvens huvudavrinningsområde. Hemmatjärnen ligger i Fageråsen Natura 2000-område.